# Пиблокто
Пиблокто[ударение?] (пиблокток; также известно как арктическая истерия) — культурно-специфический психотический синдром, часто встречающийся среди эскимосов и вообще у народов, живущих за Полярным кругом. Чаще наблюдается у женщин и представляет собой истерический психоз, во время которого пациент может совершать иррациональные или опасные для себя и окружающих действия, которые после окончания психоза амнезируются. По одной из версий возникновение пиблокто может быть связано с угнетением женщин в обществах аборигенов Крайнего Севера, но она опровергается проявлением расстройства среди моряков, долго пребывавших за Полярным кругом. Чаще всего проявляется в зимний период. Одни исследователи описывают его как культурно-специфический синдром, однако в более поздних публикациях существование пиблокто ставится под сомнение. Под названием культурно-определяемого синдрома входит в классификатор DSM-IV. Описывается также в приложении II МКБ-10 как культурно-специфическое расстройство.

## История
Первый случай пиблокто был зафиксирован в 1892 году и, как представляется, синдром специфичен для арктического региона. Путешественники были первыми, кто столкнулся с пиблокто. Например, адмирал Роберт Пири подробно описал устроенный больными данным синдромом людьми беспорядок во время экспедиции в Гренландию. Команда Пири стала свидетелями распутства местных женщин и воспользовалась им во время ухода местных мужчин на задания. Пиблокто встречается не только среди коренных малочисленных народов; так, в 1800-х годах были описаны случаи о потерпевших кораблекрушение моряках с характерными для пиблокто симптомами. Данное расстройство, как предполагается, существовало до контакта северных народов с цивилизацией, и существует по сей день.

## Происхождение
Пиблокто чаще всего встречается среди эскимосов полярной Гренландии и Аляски. Аналогичные симптомы были зарегистрированы и у европейских моряков, долго находившихся в Арктике в 1800-х годах. Среди местных жителей пиблокто не считается чем-то из ряда вон выходящим. Территорию, на которой впервые появилось пиблокто, в настоящее время установить не удалось. Это состояние чаще всего проявляется у эскимосских женщин и наиболее распространено во время затяжных полярных ночей.

## Симптомы
В течении пиблокто существует четыре стадии: социальное отчуждение, возбуждение, конвульсии со ступором, и выход из данного состояния. Пиблокто характеризует внезапное возникновение истерических реакций, сопровождаемых криком, плачем, нецелесообразными перемещениями между разными местами. За несколько часов или дней до приступа пиблокто может наблюдаться отрешённость и раздражительность пациента. Больные во время пиблокто, особенно женского пола, весьма внушаемы, у них отмечается ярко выраженная сексуализация поведения.
После продрома, течению которого сопутствует депрессия и астения, наблюдаются ярко выраженные непродолжительные эпизоды психомоторного возбуждения, сопровождающегося воплями, криками, изредка — подражанием голосам животных, уничтожением имущества, разрыванием одежды, катанием по земле, иногда также встречается копрофагия, эхолалия и эхопраксия. Это продолжается около двух часов и заканчивается полной амнезией того, что происходило с больным во время эпизода. После этого наступает ремиссия.
По мнению психиатра Михаила Тетюшкина, несмотря на название пиблокто арктической истерией, по описанной в медицинской литературе симптоматике и течению пиблокто относится скорее не к истерическим состояниям, а к сумеречному помрачению сознания. Например, истинные истерические припадки не амнезируются со временем, в отличие от пиблокто.

## Причины
Хотя причина возникновения у людей пиблокто до сих пор неизвестна, западные ученые связывают расстройство с отсутствием солнца, экстремально низкими температурами и низкой плотностью населения в арктическом регионе. Возможно, причина кроется в обособленности социально-культурной группы, подверженной риску. Высказываются также предположения, что причиной пиблокто может быть сенсорная депривация.
Этот культурно-специфический синдром может быть связан с переизбытком витамина A в организме. Эскимосы употребляют в пищу большое количество содержащих витамин A продуктов: печень, почки и жир рыб и морских млекопитающих, что, вероятно, является фактором заболевания пиблокто. Информация о данном факторе риска была донесена до местных жителей. Приём внутрь мяса и потрохов, в частности, печени арктических видов рыб и млекопитающих, содержащих витамин A в избыточных количествах, может закончиться летально для большинства людей.
Эскимосская религия связывает пиблокто с одержимостью злыми духами. Шаманизм и анимизм являются доминирующими формами инуитских традиционных верований, где целитель ангаккук действует в качестве посредника между миром живых и потусторонним миром. Целитель племени используют транс, чтобы договориться с духами и провести обряд экзорцизма. Среди эскимосов бытует мнение, что к людям, входящим в состояние транса следует относиться с уважением, поскольку во время транса может быть получено откровение высших сил. Чтобы не подхватить от страдающих пиблокто одержимость, здоровые эскимосы стараются избегать общения с ними. Лечение в случае пиблокто обычно пускают на самотёк, и со временем оно проходит само. Поскольку пиблокто можно спутать с проявлениями других психических расстройств (в частности, эпилепсии), отсутствие сторонней помощи может представлять опасность для больного.

## Сомнения в существовании
Хотя случаи пиблокто задокументированы в исторических записях и официальных медицинских руководствах, ряд арктических исследователей и жителей Арктики сомневаются в существовании синдрома. Явление, считают они, скорее существует в воображении первопроходцев Севера, чем среди самих коренных жителей.
В 1988 году историк Лайл Дик из Парков Канады бросил вызов общепринятой концепции, что пиблокто является реально существующей нозологической единицей. Дик ознакомился с оригинальными записями арктических исследователей, а также с этнографическими и лингвистическими отчетами об эскимосских обществах, и обнаружил, что среди всех зафиксированных случаев пиблокто не являются фальсификациями только восемь случаев, а также то, что слово «пиблокто» вообще отсутствует в языке инуитов; возможно, заключил Дик, оно может быть результатом ошибок в фонетической транскрипции сходного слова или словосочетания. В статье 1995 года, опубликованной в журнале Arctic Anthropology, и в его вышедшей в 2001 году книге Muskox land: Ellesmere Island in the Age of Contact, Дик предполагает, что пиблокто по сути «фантомное явление», возникающее больше от реакции европейских исследователей на жизнь эскимосов.
Хьюз и Саймонс также сомневаются в существовании пиблокто, связывая мнимые европейцами проявления расстройства с самим укладом жизни эскимосов, включающих патриархат и сексуальное принуждение во время шаманской практики.